# Lijst van rivieren in Denemarken
De lijst van rivieren in Denemarken bevat een overzicht van de tien langste watergangen in Denemarken, in het Deens een Vandløb.
| Nr. | Watergang | Lengte | Afvloeiing                      | Regio | Geocoordinaten uitmonding      |
| --- | --------- | ------ | ------------------------------- | ----- | ------------------------------ |
| 1   | Gudenåen  | 158 km | Randers Fjord, Noordzee         |       | 56° 27′ 25″ NB, 10° 2′ 32″ OL  |
| 2   | Storå     | 104 km | Nissum Fjord, Noordzee          |       | 56° 19′ 18″ NB, 8° 18′ 5″ OL   |
| 3   | Varde Å   | 99 km  | Ho Bugt, Noordzee               |       | 55° 34′ 39″ NB, 8° 18′ 53″ OL  |
| 4   | Skjern    | 94 km  | Ringkøbing Fjord, Noordzee      |       | 55° 55′ 50″ NB, 8° 32′ 24″ OL  |
| 5   | Suså      | 83 km  |                                 |       | 55° 11′ 51″ NB, 11° 44′ 43″ OL |
| 6   | Karup Å   | 78 km  | Skive Fjord, Limfjord           |       | 56° 33′ 49″ NB, 9° 3′ 18″ OL   |
| 7   | Vidå      | 68 km  |                                 |       | 54° 57′ 46″ NB, 8° 39′ 39″ OL  |
| 8   | Ribe Å    | 67 km  | Knudedyb, Waddenzee             |       | 55° 20′ 32″ NB, 8° 39′ 55″ OL  |
| 9   | Kongeå    | 65 km  | Knudedyb, Waddenzee             |       | 55° 22′ 48″ NB, 8° 38′ 35″ OL  |
| 10  | Odense Å  | 53 km  | Odense-Fjord, Kattegat, Oostzee |       | 55° 26′ 13″ NB, 10° 25′ 22″ OL |